# Папска оставка
Оставката на римския папа (на латински: renuntiatio pontificalis) е доброволно оттегляне (абдикация) на папата на Римокатолическата църква от поста му. Папите традиционно се избират пожизнено, поради което папската оставка е рядко събитие, като със сигурност доброволно само трима папи в цялата история на църквата подават оставка. С подаването на оставка настъпват последиците на Sede vacante и започва подготовката за избор на нов папа.
На 28 февруари 2013 г. в 20:00 часа римско време, папа Бенедикт XVI подава оставка като папа. След оттеглянето си той ще продължи да се нарича Бенедикт ХVI, а към него ще се обръщат с „Ваше Светейшество“, както и титлата „почетен папа“ и „почетен Римски папа“. Почетният папа ще продължи да носи бялата си дреха, но без късата пелерина. Няма да носи червените обувки, които са символ на мъченичеството за Църквата. Бенедикт ХVI ще продължи да носи пръстен, който няма да е папски.

## Правна уредба
Като правен институт папската оставка е регламентирана в канон 332, § 2 от Кодекса на каноничното право, канон 44, § 2 от Кодекса на каноните на Източните Църкви и § 77 от апостолическата конституция Universi Dominici Gregis издадена от папа Йоан Павел II на 22 февруари 1996 г.
Канон 332, § 2 от Кодекса на каноничното право и канон 44, § 2 от Кодекса на каноните на Източните Църкви, изрично постановяват, че „ако римският папа се отказва от своята функция, за валидността е необходимо, оставката да е свободно и надлежно изявена, без да е необходимо тя да бъде приемана от никого“.
От своя страна в § 77 от апостолическата конституция Universi Dominici Gregis се посочва че "разпоредбите относно всичко, което предхожда избора на римския папа и изпълнението му, трябва да се спазват изцяло, дори ако вакантното място на Апостолическия престол е резултат от оставката на римския понтифекс, в съответствие с канон 332, § 2 от Кодекса на каноничното право и канон 44, § 2 от Кодекса на каноните на Източните Църкви". Това правило потвърждава подобно такова, уредено за първи път в апостолическата конституция Vacantis Apostolicae Sedis на папа Пий XII от 1945 г.
Съгласно съвременното канонично право за да бъде валидна оставката на папата, тя трябва да бъде направена свободно, в подходяща избрана от папата форма, и да бъде отправена до компетентния орган (Колегията на кардиналите), без да се изисква приемането и.

## Папските оставки в църковната история
Доброволни оставки
В историята на Римокатолическата църква до днес има четири несъмнени и безспорни случая на доброволни папски оставки.
- Папа Бенедикт IX заема три пъти папския престол: първи понтификат (1032 - 1044), втори понтификат (1045) и трети понтификат (1046 - 1048), един от най-корумпираните папи в историята на църквата. Подава оставка на 1 май 1045 г. по време на втория си понтификат, като продава поста си на свещеника Йоан Граций, който приема името Григорий VI.
- Папа Целестин V (5 юли 1294 – 13 декември 1294) подава доброволно оставка на 13 декември 1294 г.
- Папа Григорий XII (30 ноември 1406 – 4 юли 1415) подава доброволно оставка на 4 юли 1415 г.
- Папа Бенедикт XVI (19 април 2005 – 28 февруари 2013) подава оставка доброволно на 28 февруари 2013 г.

Принудителни оставки
Трима папи подават принудителни оставки, но тъй като те не са израз на доброволно оттегляне от папския престол, католическата църква счита тези актове за невалидни по смисъла на каноничното право.
- Папа Бенедикт V (22 май 964 – 23 юни 964). Изборът му е оспорен от император Отон I, който принуждава папата да се откаже от престола един месец след възкачването си на него, макар че в източниците се заявява, че Бенедикт V абдикира по своя воля.
- Папа Григорий VI (5 май 1045 – 20 декември 1046) подава оставка на 20 декември 1046 г. по време на Синода в Сутри. Григорий VI е обвинен в симония за това, че е купил папския престол. Епископите на синода го призовават да подаде оставка и той абдикира, виждайки, че няма друг избор.

Несигурни (спорни) оставки
Тези оставки са спорни, поради липсващи, несигурни и противоречиви източници.
- Папа Понтиан (21 юли 230 - 28 септември 235). По време на неговия понтификат схизмата на Иполит приключва. Понтиан и други църковни лидери, сред които и Иполит, са изпратени в изгнание от император Максимин Трак в Сардиния, като вследствие на тази присъда той напуска своя пост на 25 или 28 септември 235. Оставката е документирана само в т.нар. Liber Pontificalis.
- Папа Марцелин (30 юни 296 - 1 април 304?). Оставката е документирана само в Liber Pontificalis.
- Папа Либерий (17 май 352 - 24 септември 366). Оставката се предполага според някои църковни историци, тъй като обяснява заемането на папския престол от Феликс II (355 - 357). Либерий е подложен на преследване от император Констанций II заради отказа си да подпише решенията на Миланския събор през 355 г., и заточен в Тракия, като на негово място е назначен Феликс II, впоследствие признат за антипапа. Според Liber Pontificalis папа Либерий запазва поста си в изгнание.
- Папа Йоан XVIII (януари 1004 – юли 1009). Оставката е документирана само в един папски каталог.